# جديدة تل سبعين
جديدة تل سبعين قرية سوريّة تتبع إداريّاً لمحافظة حلب منطقة دير حافر ناحية كويرس شرقي، بلغ تعداد سكانها 605 نسمة حسب التعداد السكاني لعام 2004.